# Astragalus chehreganii
Astragalus chehreganii es una especie de planta del género Astragalus, de la familia de las leguminosas, orden Fabales.
Fue descrita científicamente por S. Zarre M. & D. Podl.